# Ixodes arebiensis
Ixodes arebiensis  (лат.) — вид кровососущих клещей рода Ixodes из семейства Ixodidae. Эндемик Африки.

## Описание
Паразитические клещи, чей хозяин неизвестен, так как единственная самка была собрана на растительности. Вид был впервые описан в 1956 году английским зоологом Доном Артуром (Don Ramsay Arthur; Department of Zoology, King's College, University of London, Лондон, Великобритания).

## Распространение
Восточная Африка: Заир. Саванна на севере Конго.